# Olga Potashova
Olga Dmitriyevna Potashova (em russo:  Ольга Дмитриевна Поташова; Potsdam, 26 de junho de 1976) é uma ex-jogadora de voleibol da Rússia que competiu nos Jogos Olímpicos de 2000.
Em 2000, ela fez parte da equipe russa que conquistou a medalha de prata no torneio olímpico, no qual atuou em uma partida.